# Pedro Paz
Pedro Paz (Lanzarote, 1963 - Madrid, 7 d'abril de 1999) va ser un cineasta espanyol. El 1983 es va traslladar a Madrid, on va estudiar a la Facultat de Ciències de la Informació de la Universitat Complutense de Madrid alhora que es relacionava amb personatges de la Movida madrileña. El 1984 va treballar com a actor a la pel·lícula de Jordi Grau i Solà Muñecas de trapo. Fins al 1988 va continuar al Taller de Artes Imaginarias i al Centro de Estudios de Vídeo. Després es va traslladar al St Martin's School a estudiar guió i direcció, però també va estudiar direcció d'actors de teatre amb Zulema Cats i John Strassberg. De retorn a Espanya treballa com a responsable d'imatge i relacions públiques de personatges del món de la moda com Sybilla, René Zamudio i Antonio Alvarado.
El 1994 s'encarrega de la coordinació del vestuari de la Companyia Francesa de Teatre de Blanca Li. El mateix any dirigeix el seu primer curtmetratge, Mejor no hables, en el que va comptar com a actriu amb Rossy de Palma, Paula Soldevila i Isabel Ruiz de la Prada, com ajudant a Icíar Bollaín i a la música amb Bernardo Bonezzi. Aquest curt va guanyar el primer premi al Festival de Cinema de l'Alfàs del Pi. Des de 1995 també treballa com a ajudant a tres pel·lícules de Pedro Almodóvar: Todo sobre mi madre, La flor de mi secreto i Carne trémula. El 1997 treballà com a ajudant de Chus Gutiérrez a Insomnio realitzarà el seu segon curtmetratge, Miranda hacia atrás, en el que va comptar amb Carlos Fuentes, Silke i Blanca Li i pel que va guanyar el primer Fotogramas de Plata 1997 al millor curtmetratge. Va morir dos anys després, l'abril de 1999.